# Ilja Kulik
Ilja Kulik (* 23. května 1977, Moskva) je bývalý ruský krasobruslař, olympijský šampion a mistr Evropy. Je také dvojnásobný mistr Ruska (1997, 1998) a vítěz finále Grand-Prix sezonu 1997/1998. Amatérskou sportovní kariéru ukončil v roce 1998. Trenér: Tatjana Tarasova.

## Životopis
Ilja začal s krasobruslením ve věku 5 let. Jeho prvním trenérem byl V. Gromov. Později ho trénovala. N. Kudrjavtceva. První významné vítězství získal v 13 letech v Norsku na závodech "Piruetten Juniors competitions" v roce 1990. V 1994 vyhrál mistrovství Ruska mezi juniory. Na mistrovství Ruska v prosinci roku 1994 se dostal na 2. místo, čím si zajistil místo v reprezentaci. Senzačně vyhrál mistrovství Evropy v roce 1995 ve svém prvním vystoupení vůbec. Jeho hlavní soupeř Alexej Urmanov udělal chybu v krátkém programu a dostal se jenom na 6. místo, což umožnilo Kuliku zvítězit.
Od roku 1999 začal profesionální kariéru, zachovává náročnost svých programů vystoupení. Vyhrál také turnaje "Champions on Ice" a "Stars on Ice". V roce 2000 mu byla svěřena hlavní role ve filmu "Center Stage".
V roce 1999 absolvoval Ruskou státní akademií tělesné výchovy.
V roce 2002 se oženil s Jekatěrinou Gordejevovou, mají dceru Lizu. Žijí v USA ve městě Avon.